# Гленвуд Спрингс (Колорадо)
Гленвуд Спрингс (енгл. Glenwood Springs) град је у америчкој савезној држави Колорадо.

## Демографија
По попису из 2010. године број становника је 9.614, што је 1.878 (24,3%) становника више него 2000. године.
| Група             | 2000.         | 2010.         |
| Белци             | 6.479 (83,8%) | 6.276 (65,3%) |
| Афроамериканци    | 18 (0,2%)     | 116 (1,2%)    |
| Азијати           | 62 (0,8%)     | 76 (0,8%)     |
| Хиспаноамериканци | 1.029 (13,3%) | 3.031 (31,5%) |
| Укупно            | 7.736         | 9.614         |